# دهستان جندق
دهستان جندق نام دهستانی در بخش مرکزی شهرستان خور و بیابانک، استان اصفهان در ایران است. براساس سرشماری مرکز آمار ایران در سال ۱۳۸۵، جمعیت آن ۲۰۸ نفر (۴۹ خانوار) بوده‌است.